# برج تلویزیونی پیتامپورا
برج تلویزیونی پیتامپورا برجی است که در شهر دهلی نو، کشور هندوستان قرار دارد. این برج ۲۳۵ متر ارتفاع دارد.